# Charlotte Gallimard
Charlotte Gallimard est une éditrice française née en août 1980.

## Biographie

### Jeunesse et études
Charlotte Gallimard naît en août 1980,. Ses parents sont Annie Walter et Antoine Gallimard, fondateur du groupe Madrigall, l'une des principales holding éditoriales françaises. C'est son arrière grand-père Gaston Gallimard, qui a fondé en 1911 les éditions Gallimard. Elle a trois sœurs cadettes : Laure, Margot et Louise. 
Charlotte Gallimard est scolarisée dans plusieurs établissements privés parisiens, parmi lesquels l’Institut de l’Assomption, l’École alsacienne et le lycée Notre-Dame de la Tilloye à Compiègne. Elle poursuit ensuite des études d’histoire à l’Université catholique de Paris, puis obtient un master en édition à l’université Paris-Sorbonne.
Elle effectue plusieurs stages dans le domaine de l’édition, notamment chez Agnès Viénot, à l’agence littéraire Wylie, ainsi que chez les éditeurs Dorling Kindersley et Faber and Faber à Londres,.

### Carrière professionnelle
Charlotte Gallimard commence sa carrière en janvier 2007 chez Alternatives, maison d'édition acquise l'année précédente par Gallimard.  
En juin 2012, Madrigall acquiert le groupe Flammarion pour 250 millions d'euros auprès de RCS MediaGroup. Charlotte Gallimard est nommée administratrice déléguée de Casterman, la section bande dessinée éditrice notamment des Aventures de Tintin et d'Enki Bilal,,,.
En 2015, en devient présidente directrice générale des éditions Alternatives, succédant à Bruno Mabille. La société emploie alors cinq personnes et publie environ quarante nouveautés chaque année.
Le 19 avril 2023, Charlotte Gallimard est promue directrice générale du groupe Madrigall aux côtés de sa sœur Laure. Cette nomination marque l'implication active de la quatrième génération de la famille Gallimard dans la direction de l'entreprise,,.
En juin 2024, elle fait partie des personnalités de l’édition et de la bande dessinée signataires de la pétition pour « faire barrage au Rassemblement National » lors des élections législatives.
En février 2025, elle est nommée aux conseils du Cercle de la Librairie, syndicat interprofessionnel du livre, et au conseil de surveillance de sa filiale Electre.

## Décoration
- Chevalier de l'ordre national du Mérite (nommée le 15 mai 2025)[17].